# Oswegatchie (tribu)
Pour les articles homonymes, voir Oswegatchie.
La tribu Oswegatchie est une tribu autochtone d'Amérique du Nord issue de la tribu Onondaga. 
Le peuple amérindien Oswegatchie fait partie de la Nation iroquoise. 
La langue des Oswegatchies fait partie des langues iroquoiennes.
En 1748, à l'époque de la Nouvelle-France, plus de trois mille Oswegatchies vivaient près du fort de La Présentation afin d'être protégés des menaces anglaises.
Après la défaite française et le Traité de Paris de 1763, les Oswegatchies furent atteints par la variole. William Johnson, surintendant du département des Affaires des Indiens du Nord pour le compte de la Grande-Bretagne, réinstalla les survivants au sud de la rivière Mohawk. 
Après la Guerre d'indépendance des États-Unis, les Oswegatchies revinrent vers leur territoire ancestral vers la confluence de la rivière Oswegatchie et le fleuve Saint-Laurent où s'élève aujourd'hui la ville Oswegatchie.